# كولريدج فار
كولريدج فار (بالإنجليزية: Coleridge Farr)‏ هو أكاديمي ومهندس وفيزيائي نيوزيلندي، ولد في 22 مايو 1866، وتوفي في 27 يناير 1943.